# П'ять вечорів
«П'ять вечорів» (рос. «Пять вечеров») — радянський художній фільм 1978 року, знятий Микитою Михалковим за мотивами однойменної п'єси Олександра Володіна про зустріч чоловіка і жінки після багаторічної розлуки, викликаної війною. Фільм вважається кольоровим, хоча основна його частина показана в чорно-білому варіанті, який підкреслює стилістику кінця 1950-х. Лише в самому останньому епізоді, коли Тамара просить Олександра залишитися, з'являється колір.

## Сюжет
Осіннього вечора Ільїн, який приїхав в місто на кілька днів і сидить в гостях у знайомої дівчини Зої, раптом помічає з вікна знайомий будинок. У цьому будинку він 18 років тому, ще до війни, знімав кімнату в однієї жінки. Він іде від Зої (як йому здається, на 15 хвилин), щоб дізнатися, чи живе ще там ця жінка. У комунальній квартирі, куди він приходить, дійсно як і раніше проживає його давня знайома Тамара. Вона зустрічає Ільїна холодно, але пропонує зупинитися на кілька днів у другій кімнаті. Тамара живе з племінником Славіком, мати якого померла під час війни. Сама Тамара працює майстринею на заводі, вона член партії, неодружена. Ільїн каже, що працює головним інженером на хімічному комбінаті Підгорську. Він залишається у Тамари, а незабаром знайомиться зі Славіком. Під час розмови у відповідь на іронічний відгук Славіка про Тамару Ільїн попереджає Славіка, що не допустить недобрих слів про неї.
Наступного вечора Ільїн хоче відзначити зустріч і готує стіл зі Славіком і його подругою-телефоністкою Катею, але Тамара, що прийшла з роботи, відмовляється святкувати що-небудь, і Ільїн, образившись, іде в свою кімнату. Однак тепер Тамара дістає пляшку вина і вмикає музику, намагаючись розвеселитися зі Славіком і Катею. Ільїн в іншій кімнаті співає під гітару пісню «Губи окаянні», і Тамара заходить до нього і зізнається, що рада, що не одружилася в минулі роки з кимось іншим.
Ільїн і Тамара поступово зближуються, згадуючи про минуле, коли вони були разом. Несподівано Ільїн говорить Тамарі, що хоче піти з роботи, стати шофером і виїхати на північ, і пропонує Тамарі їхати з ним. Вона відповідає відмовою, не надто вірячи в його пропозицію, і висловлює свою точку зору, що кожен у житті повинен робити найбільше, на що він здатний. Коли Тамара виходить з дому, Ільїн з речами залишає квартиру, хоча Славік намагається його затримати.
Тамара приходить до Тимофєєва, однокурсника Ільїна по інституту. Ільїн знаходиться у Тимофєєва, але просить того не говорити про це Тамарі. В ході розмови Тамара дізнається у Тимофєєва, що це він, а не Ільїн, працює головним інженером у Підгорську, а сам Ільїн, будучи відрахованим з третього курсу, спочатку став боксером, а потім виїхав працювати на північ. Тамара розуміє, що пропозиція Ільїна поїхати з ним була більш ніж серйозною.
Ільїн заходить до Зої попрощатися, а потім до Каті на міжміський переговорний пункт. Каті він говорить, що їде в Воркуту. Перед поїздом він п'є в ресторані. Приходить Катя і напивається разом з Ільїним. Ільїн розповідає Каті (і в цей же час, у себе вдома, Тамара — Славіку), як Тамара проводжала його на фронт і не могла заплакати, сказавши йому: «Бачиш, яка в тебе буде байдужа дружина». Тимофєєв приносить Тамарі подарунок, залишений Ільїним. Він вибачається перед Тамарою за невтішний відгук про Ільїна під час її візиту і каже, що Ільїн був відрахований з інституту за принциповий вчинок — сказав негідникові, що той негідник, а ніхто з них цього зробити тоді не зміг. Тимофєєв зізнається Тамарі, що заздрить Ільїну, тому що він господар своєї долі.
Тимофєєв говорить, що Ільїн виїхав, однак той несподівано з'являється. У запальності він говорить всім, що якщо його порахували невдахою, то вони помиляються, він був дуже щасливий і збирається ще бути щасливим «різноманітно і з різних приводів». Славік веде Катю додому, Тимофєєв теж йде. Ільїн запитує Тамару, чи піти йому, але Тамара просить Ільїна залишитися, вона згодна поїхати з ним куди завгодно. Ільїн просить вибачення у Тамари, що після фронту не знайшов її і почав інше життя. Тамара говорить, що все одно пишається ним. Він засинає на колінах у Тамари.

## У ролях
- Людмила Гурченко —  Тамара Василівна
- Станіслав Любшин —  Олександр Петрович Ільїн (вокал — Сергій Нікітін)
- Ігор Нефьодов —  Славік
- Лариса Кузнецова —  Катя
- Олександр Адабаш'ян —  Тимофєєв
- Валентина Теличкіна —  Зоя
- Ніна Тер-Осипян —  Ніна Маміконівна, сусідка Тамари
- Людмила Гайликовська —  незадоволена бабуся на телеграфі

## Знімальна група
- Режисер — Микита Михалков
- Сценаристи — Олександр Адабаш'ян, Микита Михалков
- Оператор — Павло Лебешев
- Композитор — Едуард Артем'єв
- Художники — Олександр Адабаш'ян, Олександр Самулекін